# Alex Kantsjö
Peter Alexander "Alex" Kantsjö, född 28 januari 1977 i Karlshamn, är en svensk manusförfattare, regissör och skådespelare. 
Kantsjö växte upp i Partille men bor sedan 2002 i Stockholm. Han började som skådespelare på diverse amatörteatrar och uppsättningar i början av 1990-talet. Han utbildade sig till manusförfattare på Drama Center i Göteborg. 
Alex Kantsjö har provat på många olika kreativa yrken: skådespeleri, manus, regi, stand-up och klippare. Han var åren 2002–2007 verksam som showartist för Wallmans Nöjen där hans specialitet var hans Elvisimitation. 
Han arbetar sedan 2007 som manusförfattare för film och TV. Sedan 2012 är han också verksam som röstskådespelare, och kan höras i bland annat Powerpuffpinglorna, Teenage Mutant Ninja Turtles (2012), Gravity Falls och The Angry Birds Movie.

## Program Kantsjö har medverkat i
- 2000 – Det nya landet - SVT
- 2001 – Jacobs frestelse - långfilm
- 2003 – De drabbade - SVT
- 2005 – Ett val - kortfilm
- 2006 – Det sista om kärlek - kortfilm
- 2007–2009 – Smartskalle - Säsong 1-2 - TV4
- 2008 – Dubbat - SVT
- 2010 – Tidsdeckarna - Säsong 1 - TV4
- 2011–2012 – Karatefylla - Säsong 1-2 - TV6
- 2012 – Högklackat - SVT
- 2012 – Partaj (Kanal 5) - Säsong 2 - Kanal 5
- 2013 – Biciklo - Supercykeln - SVT
- 2015 – Jordskott - SVT
- 2019 - Gåsmamman - Säsong 4 - TV4/Cmore

## Manusförfattare
- 2007 Smartskalle - Säsong 1 - TV4
- 2008 Smartskalle - Säsong 2 - TV4
- 2010 Kommissarie Späck - Långfilm
- 2010 Tidsdeckarna - TV4
- 2011 Karatefylla - Säsong 1 - TV6
- 2012 Karatefylla - Säsong 2 - TV6
- 2012 Gladiatorerna (Karaktärer) - TV4
- 2012 Partaj (Kanal 5) - Säsong 2 - Kanal 5
- 2013 Inkognito - TV4
- 2013 Sommartider - TV3
- 2013 Café Bärs - Säsong 2 - Kanal 5
- 2014 Äntligen helg - Kanal 5
- 2015 Jordskott - Säsong 1 - SVT
- 2016 Maria Wern - Min lycka är din - TV4
- 2016 Vårdgården - SVT
- 2018 Rig 45 - Viaplay
- 2018 Maria Wern - Ringar på vattnet - TV4
- 2019 Gåsmamman - Säsong 4 - TV4/Cmore
- 2020 Cryptid - Viaplay
- 2021 Gåsmamman - Säsong 5 - TV4/Cmore
- 2022 Hamilton (TV-serie) - Säsong 2 - Viaplay
- 2022 Gåsmamman - Säsong 6 - TV4/Cmore